# Lamine Diatta
Lamine Diatta (* 2. Juli 1975 in Dakar) ist ein ehemaliger senegalesischer Fußballspieler. Er spielte zumeist als rechter Verteidiger oder Innenverteidiger.

## Vereinskarriere
Diatta kam mit seiner Familie bereits in früher Kindheit nach Frankreich. Beim FC Toulouse absolvierte er seine ersten Schritte im Profifußball. 1999 wechselte er zu Olympique Marseille, verließ den Klub allerdings bereits nach wenigen Wochen wieder und schloss sich Stade Rennes an, wo er fünf Jahre blieb und sich schnell als Stammspieler etablierte. 2004 unterzeichnete er einen Zwei-Jahres-Vertrag beim französischen Serienmeister Olympique Lyon, war aber oftmals hinter Anthony Réveillère nur zweite Wahl. Nach zwei Meistertiteln in den Jahren 2005 und 2006 wechselte er erneut innerhalb Frankreichs ablösefrei zum AS Saint-Étienne, ehe er 2007 in die Türkei zu Beşiktaş Istanbul ging. Sein dortiges Engagement dauerte nur wenige Monate an und er löste aus „persönlichen Gründen“ seinen Vertrag wieder auf.
Im März 2008 unterschrieb er beim englischen Erstligisten Newcastle United einen Kurzzeitvertrag bis zum Saisonende. Dieser wurde nach Ablauf der Saison nicht mehr verlängert.

## Nationalmannschaft
Diatta nahm mit der senegalesischen Fußballnationalmannschaft zwischen 2002 und 2008 an vier Afrikameisterschaften in Folge teil. Bestes Ergebnis war der Einzug ins Finale 2002, als man Kamerun mit 2:3 im Elfmeterschießen unterlag. Bei der Weltmeisterschaft 2002 in Japan und Südkorea absolvierte der Verteidiger alle fünf Partien über die volle Distanz. Senegal scheiterte erst im Viertelfinale in der Verlängerung an der Türkei und erreichte damit als erstes afrikanisches Team seit Kamerun 1990 die Runde der letzten acht bei einer WM. Nach 71 Partien beendete er im Januar 2008 seine Karriere im Dress der Löwen von Teranga.

## Erfolge
- Französischer Meister: 2005, 2006
- Trophée des Champions: 2005